# Pavel Cibere
Pavel Cibere (5. května 1910 Zaluž – 22. července 1979 Mukačevo) byl právník, podkarpatský rusínský politik a diplomat, učitel.

## Život
Pocházel z početné rolnické rodiny. Vystudoval veřejnou školu v Zaluži, reálné gymnázium v Mukačevu (1922–1930) a právnickou fakultu Univerzity Karlovy (1930–1935) v Praze, kde získal titul doktora práv (1936).
Již během studií v Praze vstoupil do sociální demokracie a byl aktivní v mnoha organizacích karpatských studentů, účastník pacifistických a antifašistických kongresů v Praze, Paříži, Vídni, Bělehradě.
Po ukončení studií působil jako právník v zemské vládě Podkarpatské Rusi v Užhorodu. Byl rusofilsky orientovaný a mimořádně společensky aktivní: redigoval časopis Právo (1937), organizoval Spolek karpatských právníků, v Užhorodě inicioval vznik vzdělávací organizace Ruská národní univerzita, která měla pobočky v Chustu a Prešově.
Během politické krize v Československu v letech 1938-1939 vystupoval Cibere na politickém poli jako odpůrce promaďarské politiky Andreje Bródyho a Štefana Fencika, ale také odpůrce proukrajinské vlády Augustina Vološina. Když první vídeňská arbitráž odřízla Užhorod, Mukačevo a Berehovo od Podkarpatské Rusi, Cibere založil v Chustu (listopad 1938) Ústřední ruskou lidovou radu, která před rozpadem Československa spolupracovala s československými úřady a byl generálního tajemníka této rady. V ústřední vládě a parlamentu v Praze aktivně zasáhl, aby zabránil přijetí nového zákona o přejmenování Podkarpatské Rusi na Karpatskou Ukrajinu, který představila autonomní vláda Vološina. Toto úsilí bylo úspěšné a novela zákona nebyla československým parlamentem přijata.
Po událostech v březnu 1939 uprchl přes Jugoslávii do Francie, kde působil jako tiskový tajemník československého velvyslanectví v Paříži a publikoval ostře kritické materiály o maďarské politice na Podkarpatské Rusi.
Po okupaci Francie Němci (červenec 1940) odešel Pavel Cibere do Londýna, kde jej 12. října 1940 exilový prezident Československa Edvard Beneš pověřil funkcí člena Státní rady (tehdejší exilová vláda), ve které byl zodpovědný za otázky související s Podkarpatskou Rusí. V Londýně redigoval aktuality Единство a Карпаторусские новости, vytvořil Úřad pro záležitosti Podkarpatské Rusi, který udržoval kontakty s podkarpatskoruskými občany, kteří sloužili v různých československých vojenských uskupeních v zahraničí, shromažďoval informace o situaci Podkarpatska v regionu i v zahraničí, publikoval materiály v rozhlase, oficiálních novinách a také prostřednictvím slovanského tisku v USA a Slovanského výboru v Londýně.
Po Hitlerově útoku na Sovětský svaz v roce 1941 a po obnovení diplomatických styků mezi československými úřady v exilu a Moskvou byl Pavel Cibere vyslán do Moskvy, aby zajistil propuštění uprchlíků z Karpatské Ukrajiny, kteří byli v letech 1939 až 1941 zadrženi za nelegální přechod hranice, z pracovních táborů gulagu, a to za účelem jejich zařazení do nově formované 1. československé brigády (1942).
V roce 1945 se Pavel Cibere vrátil do své vlasti a získal práci na nově vytvořené Užhorodské státní univerzitě, ale brzy, v roce 1947, byl zatčen jako „britský špión“ a strávil tři roky ve vězení Lefortovo, poté byl poslán do pracovního tábora Dubravlag v Mordvinsku, tzv. gulagu.
Propuštěn byl v roce 1956. Získal práci učitele angličtiny na Charkovské univerzitě, ale po dvou týdnech byl propuštěn jako „nespolehlivý“. Vrátil se na Zakarpatí, kde působil jako středoškolský učitel a žil z příležitostných výdělků.
Rehabilitován byl v roce 1991.